# Atletismo nos Jogos Pan-Americanos de 1967 - Lançamento de disco masculino
A prova do lançamento de disco masculino nos Jogos Pan-Americanos de 1967 foi realizada em Winnipeg, Canadá.

## Medalhistas
| Ouro                            | Prata                         | Bronze                 |
| Gary Carlsen USA Estados Unidos | Rink Babka USA Estados Unidos | George Puce CAN Canadá |

## Resultados
| Posição           | Nome                | Nacionalidade      | Marca | Notas |
| ----------------- | ------------------- | ------------------ | ----- | ----- |
| Medalha de ouro   | Gary Carlsen        | USA Estados Unidos | 57.50 |       |
| Medalha de prata  | Rink Babka          | USA Estados Unidos | 56.88 |       |
| Medalha de bronze | George Puce         | CAN Canadá         | 56.20 |       |
| 4                 | Bárbaro Cañizares   | CUB Cuba           | 51.80 |       |
| 5                 | Javier Moreno       | CUB Cuba           | 51.14 |       |
| 6                 | José Carlos Jacques | BRA Brasil         | 49.16 |       |
| 7                 | Dagoberto González  | COL Colômbia       | 48.34 |       |
| 8                 | Ain Roost           | CAN Canadá         | 46.08 |       |